# 이무현
이무현(1988년 12월 26일 ~)은 대한민국의 뮤지컬 배우다. 2011년 뮤지컬 <삼총사>로 데뷔했다.

## 방송
- 더블 캐스팅 (2020) - Top12

## 공연
- 뮤지컬 <삼총사> (2011)
- 라카지 (원제:La Cage Aux Folles) (2012)
- 마리아 마리아 (2016)
- 시라노 (2019)
- 차미 (2020)
- 클림트 (2021~2022)